# カリン・ボルナー
カリン・ボルナー（フランス語: Karin Borner、1935年9月21日 - ）は、スイス出身のフィギュアスケート選手（女子シングル）。1956年コルティナダンペッツォオリンピックスイス代表。

## 主な戦績
| 大会/年      | 1955-56 |
| ------------ | ------- |
| オリンピック | 16      |
| 世界選手権   | 17      |